# 庫魯班德德利韋里亞區
10°43′N 85°25′W / 10.717°N 85.417°W
庫魯班德德利韋里亞區（西班牙語：Curubandé），是哥斯達黎加的行政區，位於該國西北部瓜納卡斯特省，由利韋里亞縣負責管轄，面積81平方公里，2013年人口2,765人，人口密度每平方公里34人。